# 영국령 버진아일랜드

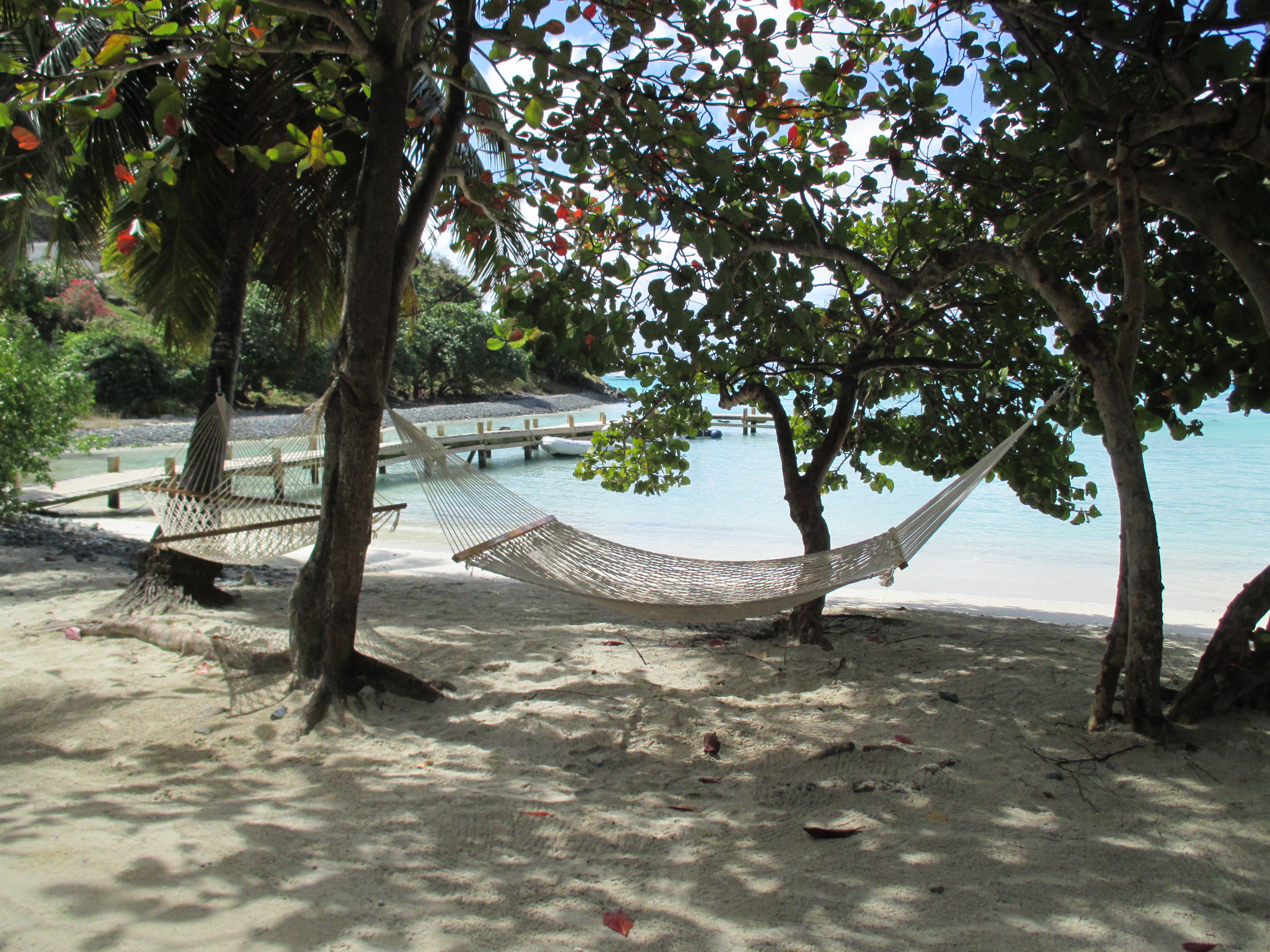

영국령 버진아일랜드(영어: British Virgin Islands, 문화어: 영령 버진, 영국령 버진)는 서인도 제도의 버진 제도에 속하는 영국의 해외 영토이다. 푸에르토리코의 동쪽에 카리브 제도 안에 위치한 섬으로, 기술적으로 영토의 이름은 간단히 "버진아일랜드"로 하지만 1917년 미국의 자치령이 된 미국령 버진아일랜드와 구별하기 위해 "영국령 버진아일랜드"로 언급하곤 한다.
옆에 미국령 버진아일랜드가 있다.
대략 22,000명의 인구이며, 가장 큰 섬인 토르톨라섬(Tortola)에 18,000명이 산다. 토르톨라섬에 수도 로드타운이 위치한다.

## 역사
1493년 크리스토퍼 콜럼버스가 발견하였다. 1648년에 네덜란드인이 식민 통치를 시작했으나, 1672년에 영국령이 되었다.

## 지리
사람이 사는 섬은 16개이며, 작은 무인도 50여 개가 가까이에 있다. 주요 섬은 다음과 같다.
- 토르톨라섬
- 버진고다섬
- 애너가다섬
- 조스트반다이크섬(영어판)

## 경제
경제는 서쪽의 미국령 버진아일랜드와 밀접한, 불가분의 관계에 있고 통화도 1959년 이후 미국 달러가 사용된다. 산업은 국민 소득의 절반을 관광산업에 의존하고 있으며, 농업 용지를 확보할 수 없기 때문에, 럼주 제조 및 어업이 행해지고 있다.
특히, 세계적인 조세 피난처이며, 2010년 9월 영국의 싱크 탱크로 세계 제 40위의 금융 센터로 평가되고 있다. 역외금융센터로서, 카리브해 지역에 번영하는 경제권 중의 하나로 특수를 누리며, 1인당 평균 소득이 2004년 추산 $38,500에 이르고 있다.

### 조세 피난처
2013년 5월 22일 한국탐사저널리즘센터에서 뉴스 타파를 통해 버진아일랜드에 페이퍼컴퍼니를 설립하여 조세 피난을 한 245명의 명단에서 3명을 공개했다.
2012년을 즈음하여 영국령 버진아일랜드는 뛰어난 비밀 보장 덕분에 특히 성공적인 은닉처로 평가 받고 있다. 궁극적으로 영국에 의해 통제되는 이 카리브해의 영토는 1984년 발족 후에 익명 소유의 역외 금융 자산을 100만 건 이상 판매해 왔다.

## 인구와 주민
인구의 약 80%는 아프리카에서 데려온 흑인 자손이다.
주민의 종교는 1991년의 조사에 의하면, 개신교가 86%(감리교 33%, 성공회 17%, 침례교회 4%, 여호와의 증인 2%, 기타 15%), 가톨릭교가 10%이다.
사용 언어는 영어를 대부분 사용하고 있다. 스페인어는 일부 푸에르토리코나 도미니카 공화국계 이민자가 사용한다.
2010년 기준 인종에 따른 인구 비율은 다음과 같다.
아프리카계 76.9%
히스패닉 5.6%
유럽계 백인  5.4%
혼혈인 5.4%
인도-카리브해인 2.1%
기타 민족 4.6%로 나타났다.

## 기후
| 영국령 버진아일랜드 버진고다섬(Virgin Gorda)의 기후 | 영국령 버진아일랜드 버진고다섬(Virgin Gorda)의 기후 | 영국령 버진아일랜드 버진고다섬(Virgin Gorda)의 기후 | 영국령 버진아일랜드 버진고다섬(Virgin Gorda)의 기후 | 영국령 버진아일랜드 버진고다섬(Virgin Gorda)의 기후 | 영국령 버진아일랜드 버진고다섬(Virgin Gorda)의 기후 | 영국령 버진아일랜드 버진고다섬(Virgin Gorda)의 기후 | 영국령 버진아일랜드 버진고다섬(Virgin Gorda)의 기후 | 영국령 버진아일랜드 버진고다섬(Virgin Gorda)의 기후 | 영국령 버진아일랜드 버진고다섬(Virgin Gorda)의 기후 | 영국령 버진아일랜드 버진고다섬(Virgin Gorda)의 기후 | 영국령 버진아일랜드 버진고다섬(Virgin Gorda)의 기후 | 영국령 버진아일랜드 버진고다섬(Virgin Gorda)의 기후 | 영국령 버진아일랜드 버진고다섬(Virgin Gorda)의 기후 |
| 월                                                  | 1월                                                 | 2월                                                 | 3월                                                 | 4월                                                 | 5월                                                 | 6월                                                 | 7월                                                 | 8월                                                 | 9월                                                 | 10월                                                | 11월                                                | 12월                                                | 연간                                                |
| --------------------------------------------------- | --------------------------------------------------- | --------------------------------------------------- | --------------------------------------------------- | --------------------------------------------------- | --------------------------------------------------- | --------------------------------------------------- | --------------------------------------------------- | --------------------------------------------------- | --------------------------------------------------- | --------------------------------------------------- | --------------------------------------------------- | --------------------------------------------------- | --------------------------------------------------- |
| 역대 최고 기온 °C (°F)                              | 33 (91)                                             | 32 (89)                                             | 32 (89)                                             | 35 (95)                                             | 34 (93)                                             | 35 (95)                                             | 35 (95)                                             | 36 (96)                                             | 35 (95)                                             | 33 (92)                                             | 33 (91)                                             | 31 (87)                                             | 36 (96)                                             |
| 일평균 최고 기온 °C (°F)                            | 26 (79)                                             | 27 (80)                                             | 28 (82)                                             | 29 (84)                                             | 29 (85)                                             | 30 (86)                                             | 31 (87)                                             | 31 (87)                                             | 30 (86)                                             | 29 (85)                                             | 28 (82)                                             | 27 (80)                                             | 29 (84)                                             |
| 일평균 최저 기온 °C (°F)                            | 20 (68)                                             | 19 (67)                                             | 20 (68)                                             | 21 (69)                                             | 22 (71)                                             | 23 (73)                                             | 23 (73)                                             | 23 (73)                                             | 23 (73)                                             | 22 (72)                                             | 22 (71)                                             | 21 (69)                                             | 22 (71)                                             |
| 역대 최저 기온 °C (°F)                              | 17 (62)                                             | 16 (60)                                             | 16 (60)                                             | 17 (62)                                             | 18 (64)                                             | 18 (65)                                             | 19 (66)                                             | 19 (66)                                             | 16 (61)                                             | 18 (64)                                             | 17 (63)                                             | 16 (60)                                             | 16 (60)                                             |
| 평균 강수량 mm (인치)                               | 74 (2.92)                                           | 63 (2.49)                                           | 55 (2.18)                                           | 85 (3.33)                                           | 117 (4.59)                                          | 71 (2.78)                                           | 83 (3.27)                                           | 110 (4.4)                                           | 156 (6.14)                                          | 133 (5.25)                                          | 179 (7.04)                                          | 110 (4.4)                                           | 1,236 (48.79)                                       |
| 출처: Intellicast                                   |                                                     |                                                     |                                                     |                                                     |                                                     |                                                     |                                                     |                                                     |                                                     |                                                     |                                                     |                                                     |                                                     |

## 참고
1. ↑  영국령 버진아일랜드 정부 출판물은 전통적으로 "버진아일랜드 속령"으로 시작하는 것을 계속했었지만 최근에 더욱 많은 법률은 현재 간단히 영국령 버진 아일랜드로서 속령을 언급한다. 해석 법령 (The Interpretation Act) (1985년)은 간단히 "버진 아일랜드"로서 "영토"를 규정한다;그러나 채무 법령 (Insolvency Act) (2003년)은 "외국에 있는 회사"를 '영국령 버진 아일랜드 외부에서 법인으로 만들어지거나, 등록되거나 형성된 법인의 본체'로서 규정.'
2. ↑  Ben Fox (2009년 5월 9일). “Islands resent crackdown of the tax havens by G-20”. Associated Press. 2009년 5월 15일에 원본 문서에서 보존된 문서. 2011년 10월 11일에 확인함.
3. ↑  CIA. Economy: British Virgin Islands 보관됨 2016-02-13 - 웨이백 머신. The World Factbook, CIA publications, 19 December. 2006. Retrieved 25 December. 2006.
4. ↑  
Leigh, David; Frayman, Harold; Ball, James (2012년 11월 25일). “Offshore secrets revealed: the shadowy side of a booming industry”. The Guardian. March 2013에 확인함.
5. ↑  “Virgin Gorda historic weather averages in British Virgin Islands”. Intellicast. 2012년 7월 4일에 확인함.

## 같이 보기
- 버진 제도
- 미국령 버진아일랜드